# Hellmuth Karasek
Hellmuth Karasek (pseudonym Daniel Doppler, 4. leden 1934, Brno – 29. září 2015, Hamburk) byl německý novinář, publicista, divadelní a literární kritik.

## Život a dílo
Narodil se na Moravě jako jeden z pěti dětí. Vystudoval germanistiku, historii a anglistiku na univerzitě v Tübingenu.
Jako literární kritik se objevoval po dobu 12 let po boku Marcela Reiche-Ranickeho, či Sigrid Löffler v literárně zaměřeném diskuzním pořadu Das literarische Quartett německé televizní stanice ZDF.
Byl dvakrát ženat, podruhé s novinářkou Armgard Seegers a měl čtyři děti.

### České překlady z němčiny
- Go west! : životopis padesátých let. 1. vyd. Olomouc: Votobia, 2000. 232 S. Překlad: Vladimír Cinke